# Neuland (Engelschoff)
Neuland (plattdeutsch Neeland) ist ein an der Oste gelegener Ortsteil der Gemeinde Engelschoff, der in der Samtgemeinde Oldendorf-Himmelpforten eingegliedert ist.
Erstmals wurde das Dorf Neuland an der Oste 1337 im Stader Stadtbuch in einem Kaufvertrag erwähnt. Vermutlich schon zur Zeit der Stader Grafen, spätestens aber zur Zeit des Erzbischofs von Bremen Siegfried I. von Anhalt (1180–1184) gründeten nicht mehr als zehn Siedler das Dorf Nigenlande. Seine größte Bedeutung hatte das Dorf in der frühen Neuzeit. Es hatte mit zwei Windmühlen eine besondere Stellung in der Osteregion.
Neuland gehörte von Anfang an zum Kirchspiel der Marienkirche in Großenwörden und war damit dem Amt Vörde (Bremervörde) unterstellt. Ab 1648 gehörte es zum Amt Himmelpforten, ab 1852 zum Amt Osten, ab 1885 zum Kreis Neuhaus/Oste und seit 1932 zum Landkreis Stade. Seit dem 1. Juli 1972 gehört Neuland zur Gemeinde Engelschoff.

## Literatur

Alte Ansichten vom Vorwerk in Neuland

Die ehemalige Volksschule in der Moorstraße